# Aegir
Na mitologia nórdica, Aegir (em nórdico antigo Ægir, ou "mar") é o deus dos mares e oceanos. Algumas interpretações indicam-no como um deus Vanir do panteão nórdico, outras como um gigante (jotun).

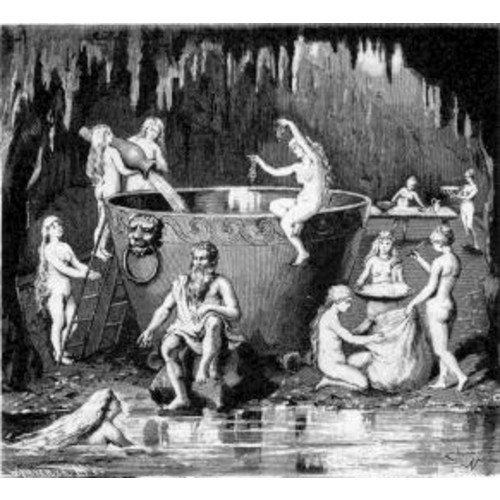
Aegir e as suas nove filhas

Ele era ao mesmo tempo cultuado e temido pelos marinheiros, pois estes acreditavam que Aegir aparecia de vez em quando na superfície para tomar a carga, homens e navios com ele para seu salão no fundo do oceano. Por isso eram feitos sacrifícios para apaziguá-los, muitas vezes sendo sacrificados prisioneiros antes de se começar a velejar. Aegir também é conhecido pelo entretenimento generoso que ele providenciava aos outros deuses.
Sua esposa era a deusa Ran com quem ele teve nove filhas (as donzelas das ondas), que vestiam mantos e véus brancos.
Tinha dois servidores fiéis: Eldir e Fimafeng. Fimafeng foi morto pelo deus Loki durante um banquete realizado pelos deuses no salão submarino de Aegir próximo da ilha de Hler.
Ægir é um gigante amistoso aos deuses, como sua esposa Ran e suas filhas, as Wave Nikr. Ele está mais associado à regência das viagens marítimas e coisas mundanas, do que à essência do mar, do oceano e do princípio da água, pois estes já são regidos por uma divindade vanir, conhecido como Njörd. Sendo assim Aegir ou Ægir seria o comandante das criaturas aquáticas e dos Jotun marinhos, os chamados Fjortun, sendo ele quem prepara o Hidromel dos Aesir.